# Tränenprobe
Die Tränenprobe ist eine der Hexenproben, die bei Hexenprozessen zur „Wahrheitsfindung“ angewendet wurden, um festzustellen, ob es sich bei dem Angeklagten um eine Hexe bzw. einen Hexenmeister handelte.
Ausgehend von der Annahme, dass eine Hexe nicht weinen könne, wurden nicht geständige Angeklagte aufgefordert, zu weinen. Kam es dann zu einem Tränenfluss, wurde dies als Indiz für ihre Unschuld angesehen. Ebenso wurde ein Mangel an Tränen während einer Folter als Zeichen für ein Bündnis mit dem Teufel angesehen.